# مورارجی دسای
مورارجی رانچهولجی دسای (زبان هندی मोरारजी देसाई; (زاده ۲۹ فوریه ۱۸۹۶ – درگذشته ۱۰ آوریل ۱۹۹۵) از فعالان جنبش استقلال هند و چهارمین نخست‌وزیر هند از سال ۱۹۷۷ تا ۱۹۷۹ بود. دولت او بخاطر پیروزی حزب جاناتا تشکیل شد. دوران طولانی حیات سیاسی دسای با عهده‌دار شدن مشاغل با اهمیتی همراه بود که می‌توان از سروزیری دولت محلی بمبئی، وزارت کشور، وزارت دارایی و قائم مقام نخست‌وزیر هند نام برد. در سطح بین‌المللی، دسای بخاطر فعالیتهای صلح‌جویانه و تلاش برای صلح بین هند و پاکستان شهرت دارد. پس از اولین آزمایش اتمی هند در سال ۱۹۷۴، دسای در عادی‌سازی روابط پاکستان و چین نقش به‌سزایی داشت و در اجتناب از جنگ بین هند و پاکستان در ۱۹۷۱ تلاش نمود. دسای را مسئول محدود کردن فعالیت شاخه تحقیقات و تحلیل، سازمان جاسوسی هند دانسته‌اند.
دسای در روستای بیهادلی گجرات متولد شد. مسنترین برادر بین هشت فرزند بود و پدرش معلم مدرسه.
دسای رهرو دقیق اصول مهاتما گاندی و یک اخلاق گرا بود اما با اینحال هنوز هم وی را مسئول کشتار تظاهرکنندگان سانیوکتا ماهاراشترا می‌دانند. او به گیاه‌خواری معتقد بود.

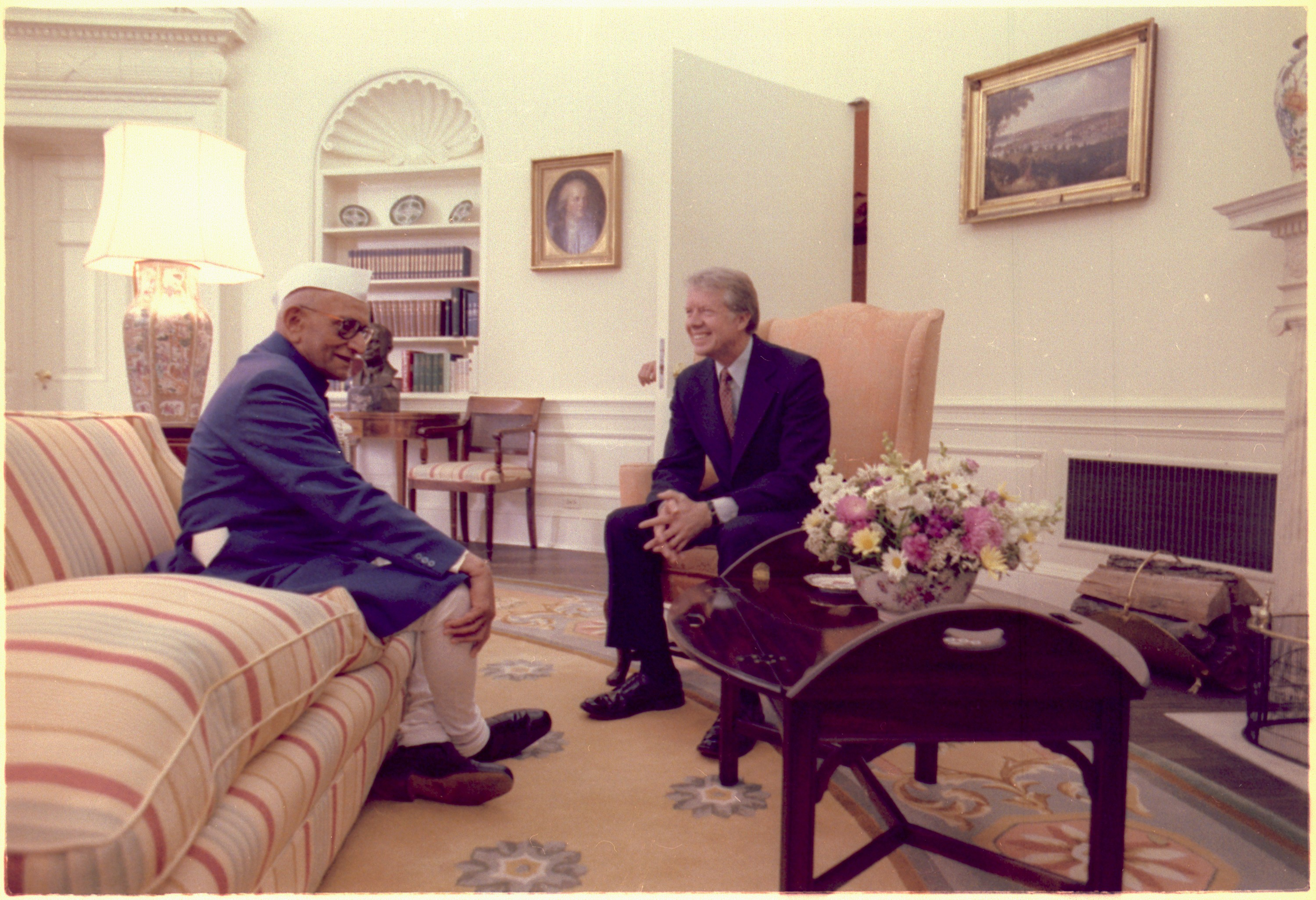
همراه با جمیی کارتر ۱۹۷۸

## توصیه به نوشیدن ادرار برای درمان
در سال ۱۹۷۸ م. دسای، که از مدتها پیش، اهل نوشیدن ادرار برای مقاصد درمانی بود، با دان رتر در برنامه شصت دقیقه دربارهٔ فواید نوشیدن ادرار مصاحبه کرد و آن را رهیافتی عالی برای میلیون‌ها هندی دانست که دسترسی به درمان‌های پزشکی ندارند. وی همچنین راز طول عمر طولانی خود را نوشیدن ادرار اعلام نمود که آن را "آب حیات " می‌نامید.